# Аппієва дорога
А́ппієва доро́га, Аппіїв шлях (лат. Via Appia) — найважливіша з античних доріг Стародавнього Риму. Дорога, прокладена в 312 до н. е. за цензора Аппія Клавдія Цека, проходила з Рима до Капуї, пізніше була проведена до Бриндізі. Нею було налагоджене сполучення Риму з Грецією, Єгиптом і Малою Азією.
Уздовж Аппієвої дороги розташовано безліч пам'ятників: гробниці та вілли республіканського та імперського періоду, християнські та юдейські катакомби, середньовічні башти та укріплення, часто побудовані на руїнах римських пам'ятників, ренесансні та барокові будівлі.
У липні 2024 року Аппієва дорога була включена до Списку об'єктів Світової спадщини ЮНЕСКО.

## Історія
Аппієва дорога була побудована за наказом цензора Аппія Цека у 312 році до н. е. в доповнення до побудованої у 334 році до н. е. Латинської дороги, що поєднувала Рим із колонією Кальві (лат. Calvi) поблизу Капуї.
Римський історик Тіт Лівій у IX книзі з «Історії від заснування міста» (лат. «Ab urbe condita») так пише про цю подію:

На цей рік припадає і знамените цензорство Аппія Клавдія і Гая Плавтія, але Аппієвому імені в пам'яті нащадків дісталася щасливіша доля, тому що він проклав дорогу і провів до міста воду; зробив він все це сам, оскільки товариш його, посоромившись несумлінності, з якою були складені сенаторські списки, склав із себе повноваження.
Оригінальний текст (лат.)
Et censura clara eo anno Ap. Claudi et C. Plauti fuit; memoriae tamen felicioris ad posteros nomen Appi, quod uiam muniuit et aquam in urbem duxit; eaque unus perfecit quia ob infamem atque inuidiosam senatus lectionem uerecundia uictus collega magistratu se abdicauerat, Appius iam inde antiquitus insitam pertinaciam familiae gerendo solus censuram obtinuit.

Діодор пише, що Аппій вимостив масивним камінням більшу частину (більше 1000 стадіїв, тобто більше половини всієї дороги) названої його ім'ям дороги від Рима до Капуї, відтань поміж якими становить більше 1600 стадіїв, при цьому витративши на будівництво майже всю державну скарбницю. Діодор вказує на те, що пагорби були знесені, яри та западини засипані.
Аппієва дорога була побудована за три основні фази:
- IV століття до н. е.: Перша ділянка дороги завдовжки 195 км була побудована з Рима до Капуї для військових цілей, на допомогу римлянам проти самнітів. В «De aquaeductibus urbis Romae» («Про акведуки міста Рима») римський державний діяч Секст Юлій Фронтін писав, що після 30 років війни із самнітами цензор Аппій Клавдій Красс, який отримав пізніше прізвисько Цек (лат. Caecus, «Сліпий»), доручив побудувати дорогу від Капенських воріт до міста Капуї[7]. Однак, можливо, дорога існувала й раніше, до Аппія Цека, а заслуга цензора була в тому, що він дав їй потрібний напрямок і вимостив її[6][8].
- III століття до н. е.: Друга ділянка була прокладена від Капуї до Беневента (лат. Beneventum). Паралельно до Беневента йшла Латинська дорога, яка, можливо, була побудована ще до Аппієвої[7]. Рим, таким чином, зміцнив свої позиції в Кампанії.
- Друга половина II століття до н. е.: До 122 року до н. е.[7] дорога з Беневента була продовжена через Венузію і Тарент до Бриндізі. Тим самим, Аппієва дорога поєднала Рим з Ігнатієвою дорогою на Балканському півострові і стала найважливішою дорогою для торгівлі товарами і рабами зі Сходу.

Шість тисяч учасників повстання Спартака були розіп'яті увздовж дороги.

### Значення дороги

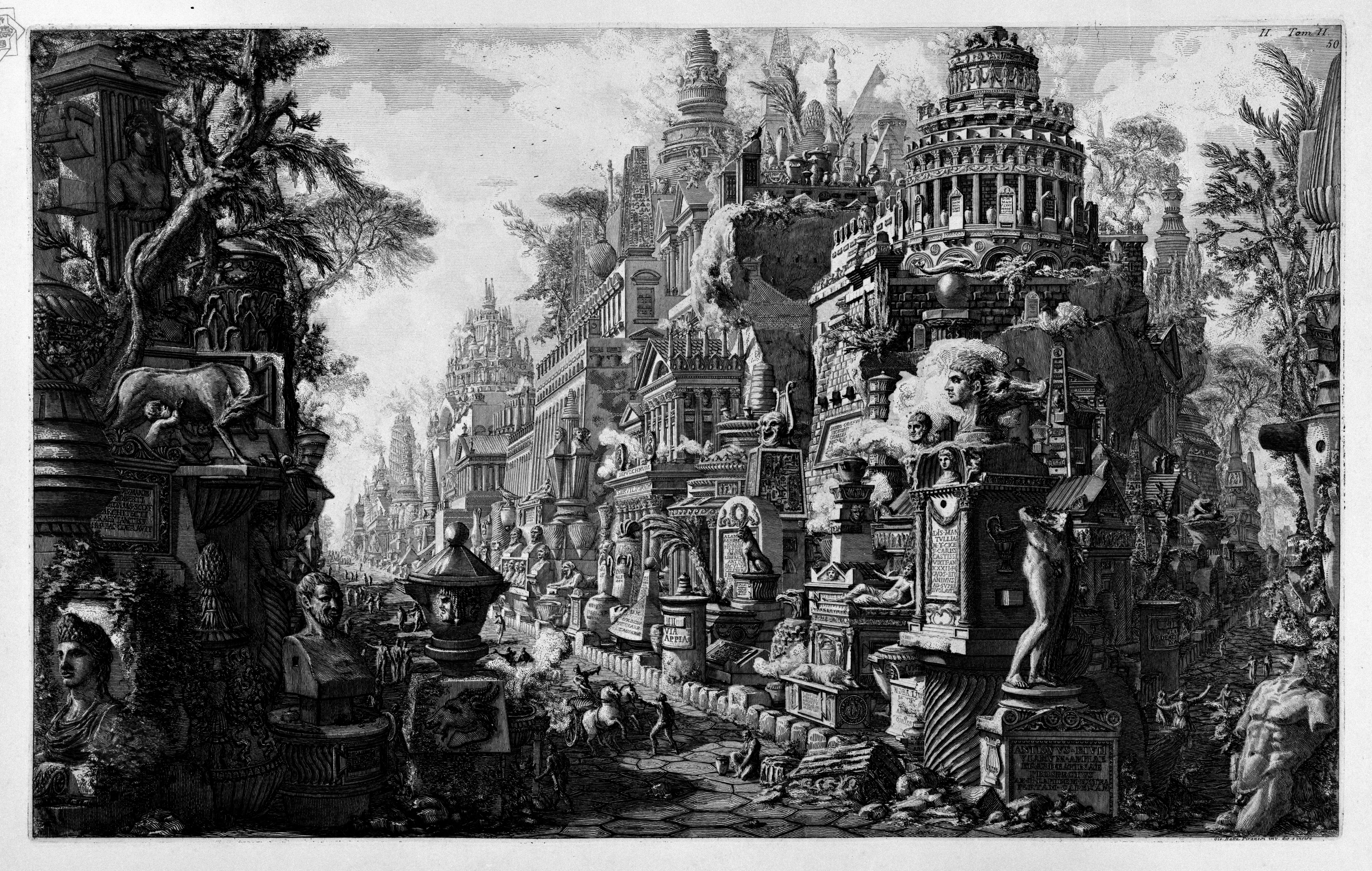
Аппієва дорога, фантастично перетворена уявленням Піранезі

Аппієва дорога мала важливе військове, культурне і торговельне значення. Теодор Моммзен відзначав її важливість як військової магістралі. Так, перша ділянка дороги була спланована і побудована в 312 році до н. е., тобто в часи другої самнітської війни (326-304 до н. е.). У війні проти Пірра та в часи Македонських війн (206—168 до н. е.) Аппієва дорога також слугувала для підтримки римлян.
Особливо важливим було те, що під час будівництва дороги Аппій провів канал через Понтійські болота, який осушив землю й спростив відправлення кораблів із Лація в Таррацину. З античності дорога мала важливе значення, поєднуючи Рим із такими багатими регіонами, як Кампанія, Апулія і пізніше для розвитку торгівлі зі Сходом.
Вже у давнину Аппієва дорога мала назву — «цариця доріг» (лат. regina viarum): про це пише, наприклад, римський поет Публій Папіній Стацій (лат. Publius Papinius Statius) у творі «SILVAE» («Ліси»), книга II: «Appia longarum teritur regina viarum».
Незабаром римляни почали будувати вздовж дороги монументальні гробниці та чудові пам'ятники. Так, вже через 20 років після відкриття руху Аппієвою дорогою представники римського роду Сципіонів побудували склепи для поховання членів родини.
Роль дороги зберігалася також у візантійський період, як сполучення Рима з Новим Римом, Константинополем. При імператорах Діоклетіані, Максенції, Костянтині, Валентиніані деякі ділянки Аппієвої дороги були відновлені.
Ще в 536 році візантійський історіограф Прокопій, вражений її структурою та давнім віком, із натхненням описував дорогу. Король остготів Теодоріх Великий наказав на початку VI століття провести ремонтні роботи на дорозі і потім використав її для наступу військ на Рим у 536 році.
У період Середньовіччя значення дороги як торгового і транспортного маршруту почало зменшуватися, вона використовувалася паломниками, які мандрували до катакомб, базиліки святого Себастьяна, мандруючи далі до порту Бриндізі, щоб потім вирушити до Святої землі. У катакомбах на Аппієвій дорозі було поховано багато християнських святих і мучеників, наприклад, святий Себастьян, папа римський Калліст. Збереглися путівники (лат. Epitome de locis sanctorum, 638—642 роки) для паломників, у яких вказаний шлях до святинь на Аппієвій дорозі.
У IX—X століттях Ватикану належали великі земельні угіддя вздовж дороги, однак, пам'ятники поступово приходили в занепад під впливом погодних умов і рук людини: дорогу розбирали на будівельний матеріал, кам'яні блоки, перш за все з Травертина використовували для будівництва нових будинків. У XI столітті церква почала передавати володіння в руки родин римських баронів і графів. Так, графи Тускуланські перетворили гробницю Цецилії Метелли в частину фортеці. У 1300 році Боніфацій VIII Каетані віддав цю фортецю своїй родині, представники якої ввели настільки високі дорожні зброри з товарів і мандрівників, що люди почали використовувати інший маршрут до Рима: через Нову Аппієву дорогу (італ. Appia Nuova) і ворота Сан-Джованні.
У кінці XVI століття Григорій XIII наказав покласти покриття на Appia Nuova, тим самим витіснивши стару Аппієву дорогу, яка стала звичайною приміською дорогою. У кінці XVII століття Іннокентій XII побудував дорогу, що поєднала дві Аппієві дороги: Appia Pignatelli. До кінця XVIII століття Аппієва дорога залишилася непридатною для проїзду. Інтерес до розкопок на дорозі прийшов із «модою» полювання за рештками святих і мучеників і постачати артефакти в музеї і колекції всієї Європи. На частині Аппієвої дороги в XIX столітті, коли її розчищали за наказом папи Пія VI, археологами проводилися розкопки.

### Маршрут дороги
Via Appia починалася біля Капенських воріт (лат. Porta Capena) Сервіївого муру. Після будівництва Авреліанового муру частина Аппієвої дороги опинилася в межах міста. Далі дорога проходила до римських воріт святого Себастьяна (лат. Porta San Sebastiano, раніше Апієвих воріт (Porta Appia)) Авреліанового муру. 90 км прямої дороги до Таррацини, оминаючи з півдня гору Альбано, перетинала Понтійські болота. Останні 28 кілометрів йшли паралельно дренажним каналам, що дозволяло подорожувати як дорогою, так і човном.
Дорога проходила через такі міста: Аріція (лат. Aricia), Аппієв форум (лат. Forum Appii), Тарраціна (лат. Tarracina), Фунді (лат. Fundi), Формія (лат. Formiae), Мінтурна (лат. Minturnae), Сінуесса (лат. Sinuessa), Казілін (лат. Casilinum, сучасна Капуя), (давня) Капуя (лат. Capua, сьогодні Санта Марія Капуа Ветере, італ. Santa Maria Capua Vetere). Друга ділянка, прокладена пізніше, йшла від Капуї через Беневент (лат. Beneventum), Венузію (лат. Venusia) і Тарент, Урію (лат. Uria) до Бриндізі (лат. Brundisium) в Аппулії.
Імператор Траян наказав прокласти коротшу дорогу (Траянова дорога, Via Appia Traiana) від Беневента до Бриндізі через Баріум, яка зменшила час у подорожі до 13—14 днів (мандрівка Аппієвою дорогою тривала до 15 днів).
Аппієва дорога мала відгалуження, які поєднували її з іншими великими дорогами, такими як Доміціанова дорога (перетиналися поблизу міста Сінуесса, далі йшла на південь до Неаполя), via Setina, що поєднувала Аппієву дорогу і місто Сетія (лат. Setia); Кампанська дорога з Капуї до Кум (лат. Cumae); Аквілієва дорога, що починалася в Капуї в Салерно (лат. Salernum); Мінуцієва дорога поєднувала Валерієву дорогу і Аквілієву дорогу та перетинала Аппієву і Латинську дороги.
У межах міста Рима дорога сьогодні має назву Стара Аппієва дорога (італ. Via Appia Antica), на відміну від Нової Аппієвої дороги (італ. Via Appia Nuova), побудованої в 1780-х роках між Римом і озером Альбано, і Віа Аппія Піньятеллі лат. Via Appia Pignatelli, побудованої близько 1700 року при папі Іннокентій XII для поєднання старої та нової Аппієвих доріг.

### Облаштування дороги
Витрати на будівництво та утримання доріг складали величезні суми. Так, напис на табличці, знайденій на Аппієвій дорозі, свідчить про проведення робіт при імператорі Адріані: частину витрат сплатив імператор, іншу частину — мешканці навколишніх селищ. За підрахунками вчених, витрати на милю склали в середньому близько 109 тисяч сестерцієв (для порівняння: хліб у 75 році до н. е. коштував від двох до трьох сестерцієв, а в I столітті н. е. 600 сестерцієв за рабиню вважалися дешевою платнею).
Дорога була вимощена тесаним камінням (сірим вулканічним базальтом — італ. selce, лат. silex), яке клали на шар гальки і цементу (див. основну статтю Римські дороги). Ширина (до 4 метрів) дозволяла роз'їхатися двом кінним екіпажам, узбіччя дороги були схожі на тротуар пагорби та глибокі канави для стікання дощової води.

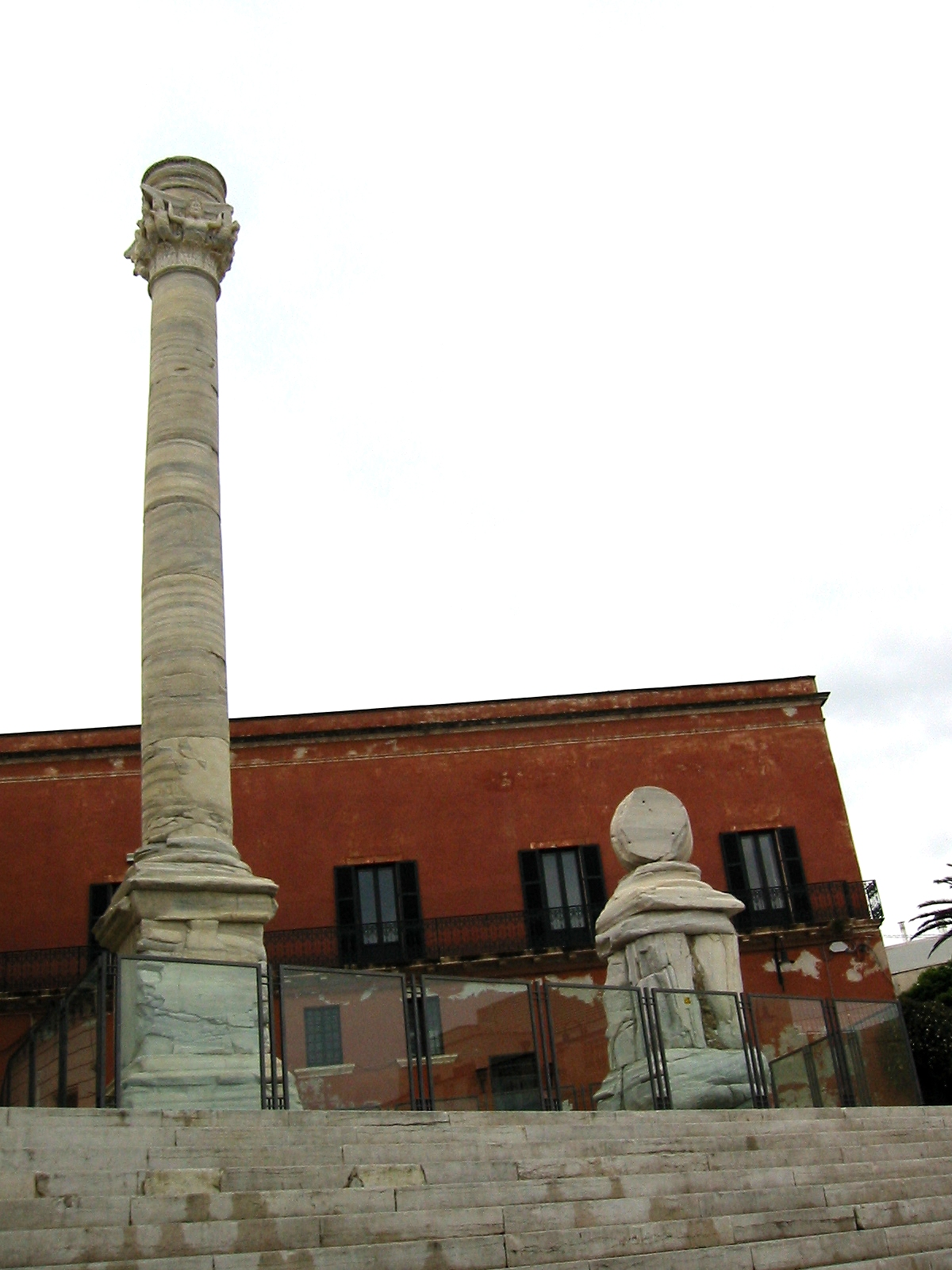
Одна з колон, що позначає закінчення дороги в Бриндізі

Однак, в одному з листів брату Цицерон повідомляє про те, що під час повеней дорогу поблизу храму Марса заливало водою, а в іншому попереджає про небезпеку замерзнути «в низинах Аппієвої дороги».
На певній відстані одна від одної знаходилися дорожні станції, що служили місцем відпочинку для мандрівників. Одну з них — «Три харчевні» (лат. Tres Tabernae), розташовану за 45 кілометрів від Рима, неодноразово згадує Цицерон у листах і в інших своїх творах. Ця ж станція, що названа «Три таверни» у Святому письмі, згадується в Діяннях святих апостолів (Діян.28:15).
Через кожну римську милю (1478 метрів) стояв мильовий стовп (лат. colonna miliaria), що позначав відстань та із позначенням імені правлячого на той момент імператора. Стовп першої милі Аппієвої дороги зараз замінений на копію, інші стовпи не збереглися. Кожні 10 миль були обладнані місцями для відпочинку. Дві мармурові колони в Бриндізі, споруджені в II столітті, позначали закінчення дороги. Зараз в порту міста знаходиться лише одна з них (висотою 19 метрів), прикрашена зображеннями Юпітера, Нептуна, Марса та восьми тритонів, друга була перенесена в 1666 році в місто Лечче і використовувалася як чумний стовп.

## Пам'ятники вздовж дороги

### Загальна характеристика
Римський закон забороняв поховання в межах міста, тому для поховань римляни використовували великі дороги, що вели до Рима. Більшість пам'ятників на Аппієвій дорозі були споруджені в II столітті після того, як замість римської традиції спалювати тіла померлих (раніше на Аппієвій дорозі з'являлися колумбарії з урнами), заможні громадяни почали ховати тіла в землі. Так, декілька кілометрів Аппієвої дороги використовувалися для побудови гробниць і пам'ятників (особливо на ділянці Рим — Беневент), що давало можливість мешканцям Рима показати свій достаток та стан у суспільстві. Ціна на ділянки землі на початку суспільних доріг (лат. viae publicae), що поєднували між собою найбільш великі міста, була високою, деякі взагалі не були передбачені для продажу, тому чим ближче поховання знаходилося до міських воріт, тим більше шанований був власник ділянки. Сенат намагався припинити надлишкове прикрашання поховань, однак закон не зміг протистояти традиціям римлян. До облаштування гробниць відносилися ніші для урн із прахом (з II століття частіше саркофаги), кам'яні лави та крісла, стіни були поштукатурені та розписані.
Серед видів поховань, що зустрічаються на Аппієвій дорозі, виділяють такі:
- Колумбарії: на Аппієвій дорозі були побудовані колумбарії римських родин Волузієв, Цецилієв, Карвілієв, Юнієв Сіланів; ззовні, над головним входом розташовувалася мармурова дошка з іменем того, кому належав колумбарій[18];
- Підземні споруди — гіпогеї і катакомби, підземні поховання з нішами для поховання. Перші гробниці на Аппієвій дорозі являли собою підземні камери, вирубані в туфі, наприклад, гробниця Сципіонів. Пізніше з'явилися масштабні підземні поховання, такі як катакомби св. Себастьяна і катакомби св. Калліста;
- Невеликі та середнього розміру гробниці, що іноді нагадують за формою будинок або храм;
- Монументальні гробниці — мавзолеї, побудовані за принципом етруських тумулусів: найвідоміша гробниця Цецилії Метелли.

На Аппієвій дорозі також споруджувалися заміські вілли римської аристократії, наприклад, вілла Квінтіліїв, вілла імператора Максенція, філософа Сенеки, суперника Цицерона Клодія Пульхра та інших відомих мешканців.

### Будівлі I—VI миль
Ділянка дороги, розташована за Сервіївим муром, починалася біля Капенських воріт і до будівництва Авреліанового муру в III столітті знаходилася за межами міста.
- Капенські ворота (лат. Porta Capena) — колись міські ворота Рима, що були частиною Сервіївого муру. Від цих воріт починалася Аппієва дорога і Латинська дорога. До нашого часу не збереглися.
- Гробниця Сципіоніов (лат. Scipioni) — невеликі катакомби родини Сципіонів, датовані II століттям до н. е.; в головному приміщенні гробниці розташовувалися кам'яні саркофаги членів родини, в скромнішій залі з нішами для поховальних урн — прислуги та вільновідпущеників;
- Колумбарій Помпонія Хіла (лат. Pomponius Hylas) — камера-гробниця I століття н. е., знайдена в 1831 році. Помпоній та його дружина Помпонія Віталіна, судячи з багатого вбрання гробниці, були заможними імператорськими вільновідпущениками. Пізніше гробниця була розширена нішами для урн нащадків і родичів;
- Порта Аппія (пізніше «Ворота святого Себастьяна») — є частиною муру Авреліана, від них починалася Аппієва дорога.

#### I миля

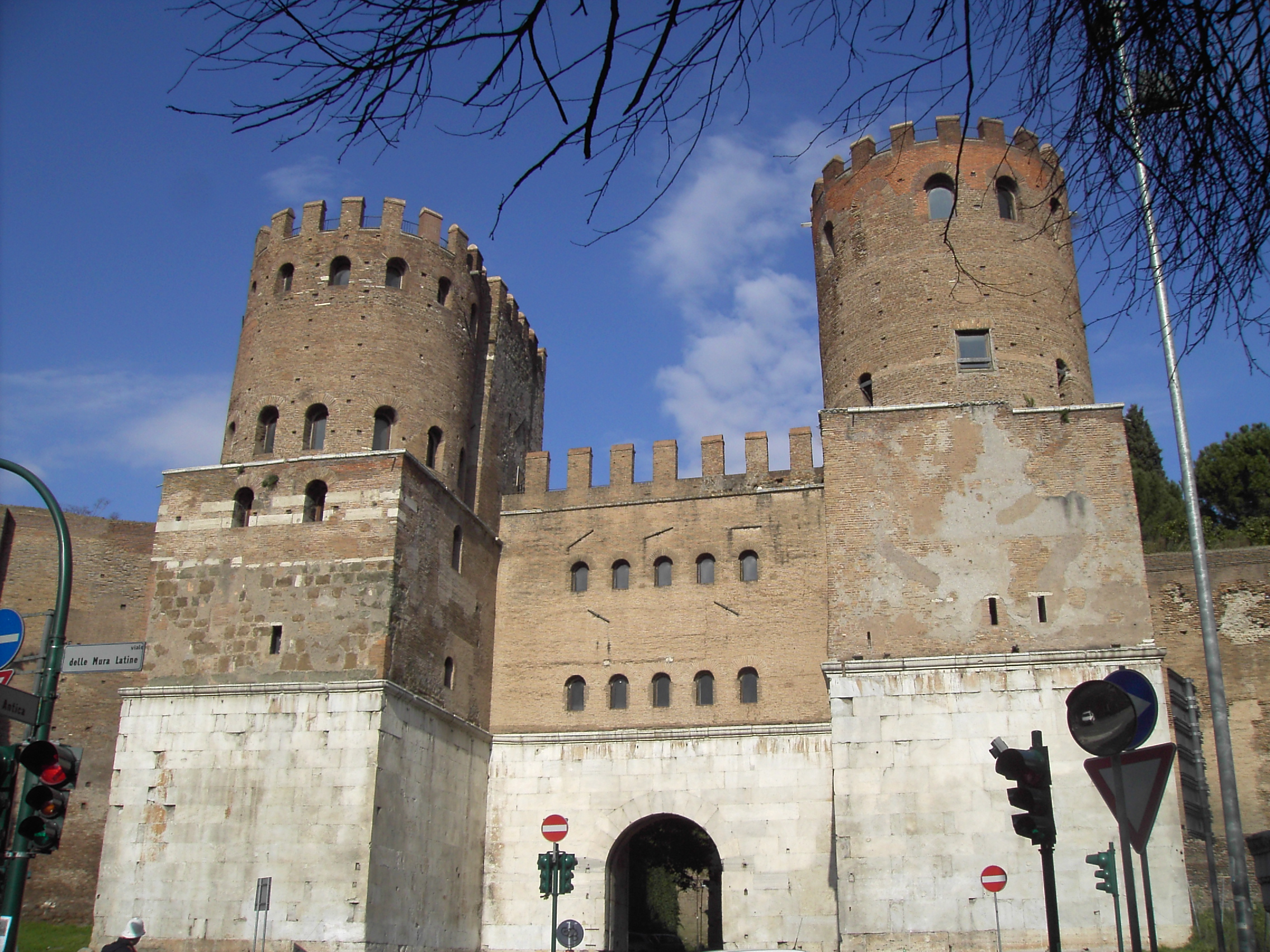
Порта Аппія
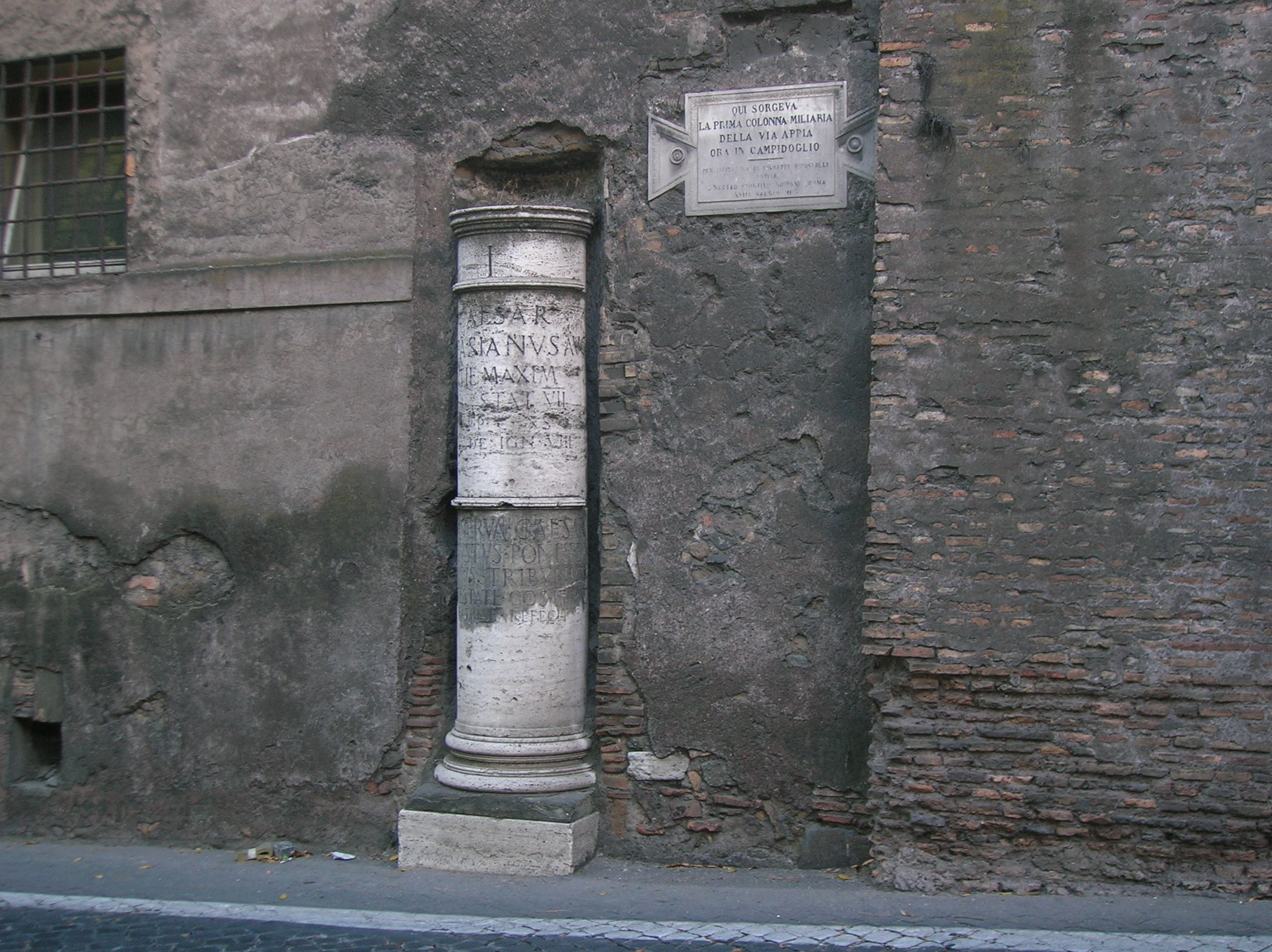
Реконструйований мильовий стовп, що позначав першу милю від Капенських воріт
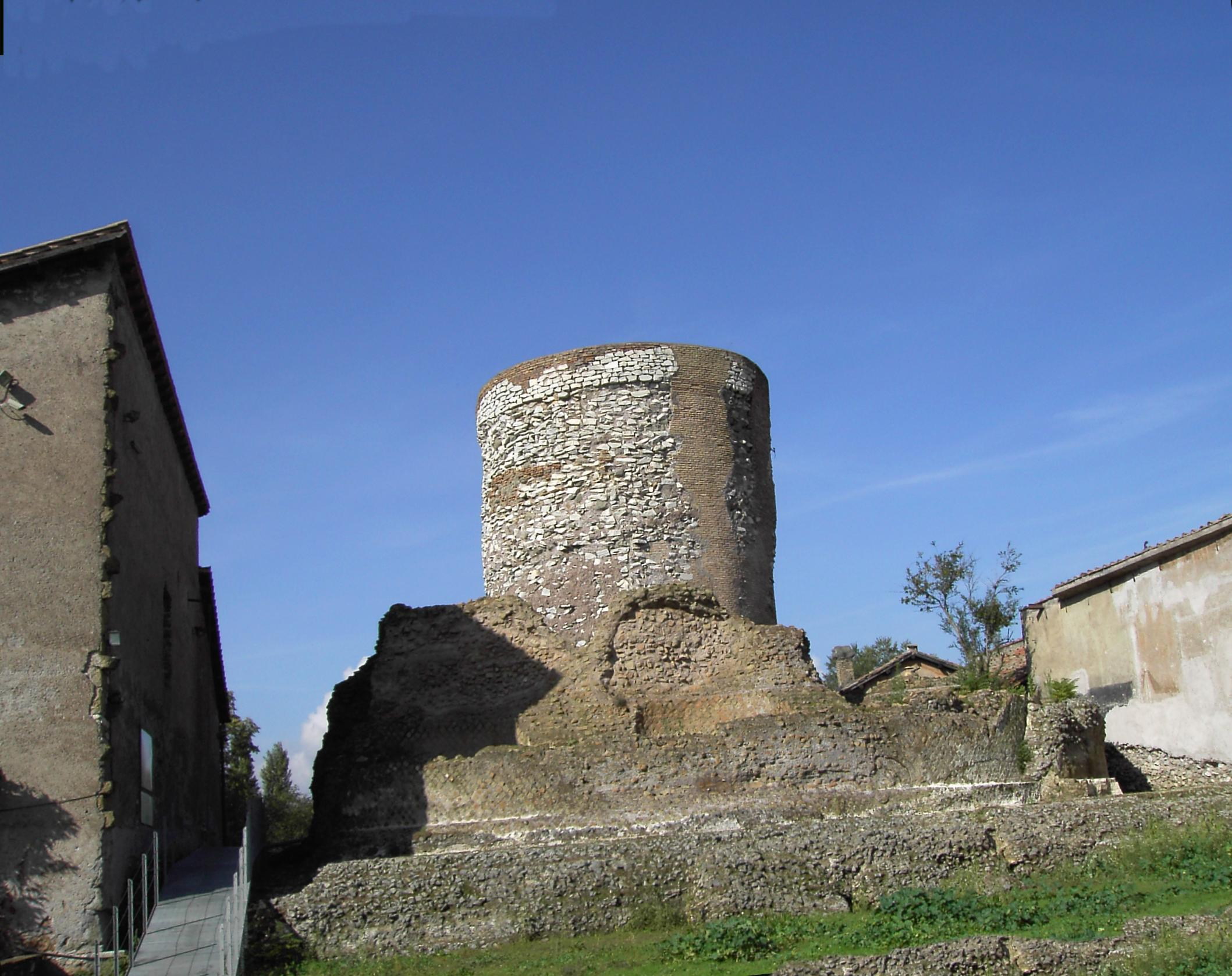
Гробниця Присцилли
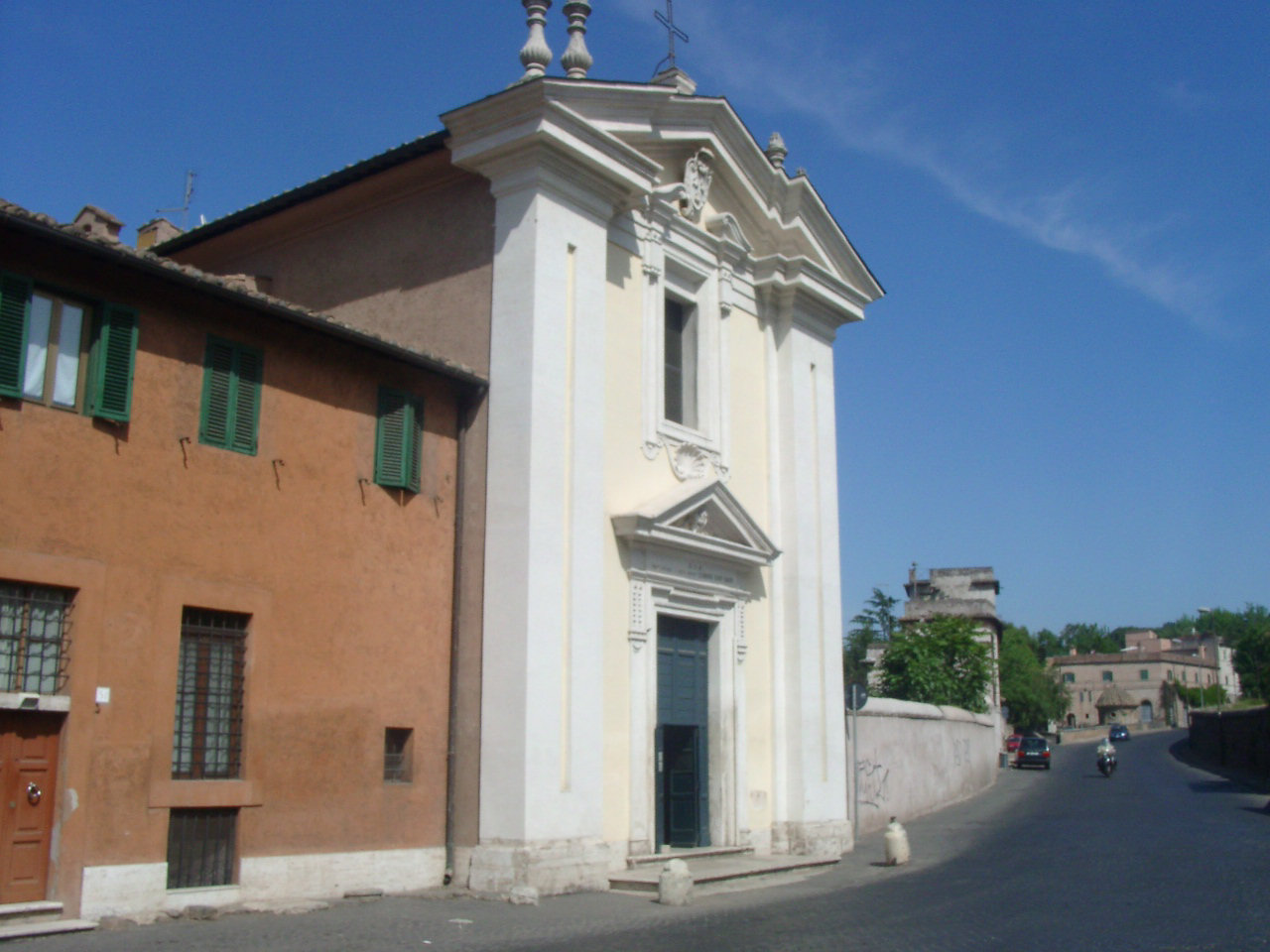
Церква Доміне-Кво-Вадіс

- Перша мильова колона (італ. Prima colonna miliaria) — фрагмент колони в міському мурі за сто метрів від Порта Аппія. Колона позначала першу милю від Капенських воріт (1478 метрів). Оригінальна колона, знайдена в 1584 році, є сьогодні частиною балюстради на сходах Капітолійського пагорбу.
- Гробниця Гети (лат. Geta) — гробниця, спочатку прикрашена мармуром. На сьогодні немає доказів, що тут знаходилось поховання Ґети, сина імператора Септіміуса Северуса;
- Гробниця Присцилли (лат. Priscilla) — гробницю побудував для своєї дружини Присцилли Тіт Флавій Абаскант, вільновідпущеник часів імператора Доміціана. Основа гробниці чотирикутна, раніше була вкрита травертином. У ній же знаходилося приміщення у формі грецького хреста, в якому знаходилися саркофаги і 13 ніш. Вхід до гробниці знаходився з протилежного боку і був із XII століття до останнього часу закритий фермерським будинком. У Середньовіччі над гробницею була надбудована башта з цегли та мармурових фрагментів;
- Церква Доміне-Кво-Вадіс (лат. Domine quo vadis?, Санта-Марія-ін-Пальміс) — невелика церква на дорозі. Про втечу апостола Петра з Мамертинської в'язниці нагадують два місця на Аппієвій дорозі: Петро пов'язав рани пов'язкою, але загубив її на дорозі, на цьому місці була побудована капела Ad Fascoliam, яку пізніше перебудували в церкву Святих Нерея і Ахілея (італ. Santi Nereo et Achileo). За воротами святого Себастьяна апостол прийшов до того місця, де від Аппієвої дороги відгалужується Via Ardeatina: він міг попрямувати до порту Остія і потім відплисти в Галлію або йти далі Аппієвою дорогою до Бриндізі і потім прямувати на Схід. Проте, в цей момент йому з'явився Христос, до якого Петро звернувся з питанням: «Камо грядеши, Господи» (лат. Domine quo vadis?), на що отримав відповідь: «Йди туди, де мене знову розіпнуть» (лат. Eo Romam iterum crucifigi). Петро повернувся до Рима і прийняв мученицьку смерть[20].
- Колумбарії вільновідпущеників Лівії — один із найбільших римських колумбарієв, в якому могли розташуватися близько 3000 урн. Колумбарій був знайдений у 1726 році в практично зруйнованому стані, проте збереглися замальовки та план споруди, виконаний Піранезі. Будівля являла собою прямокутник, в якому були чотири напівокруглі поглиблення та чотири квадратні[18].

#### II миля

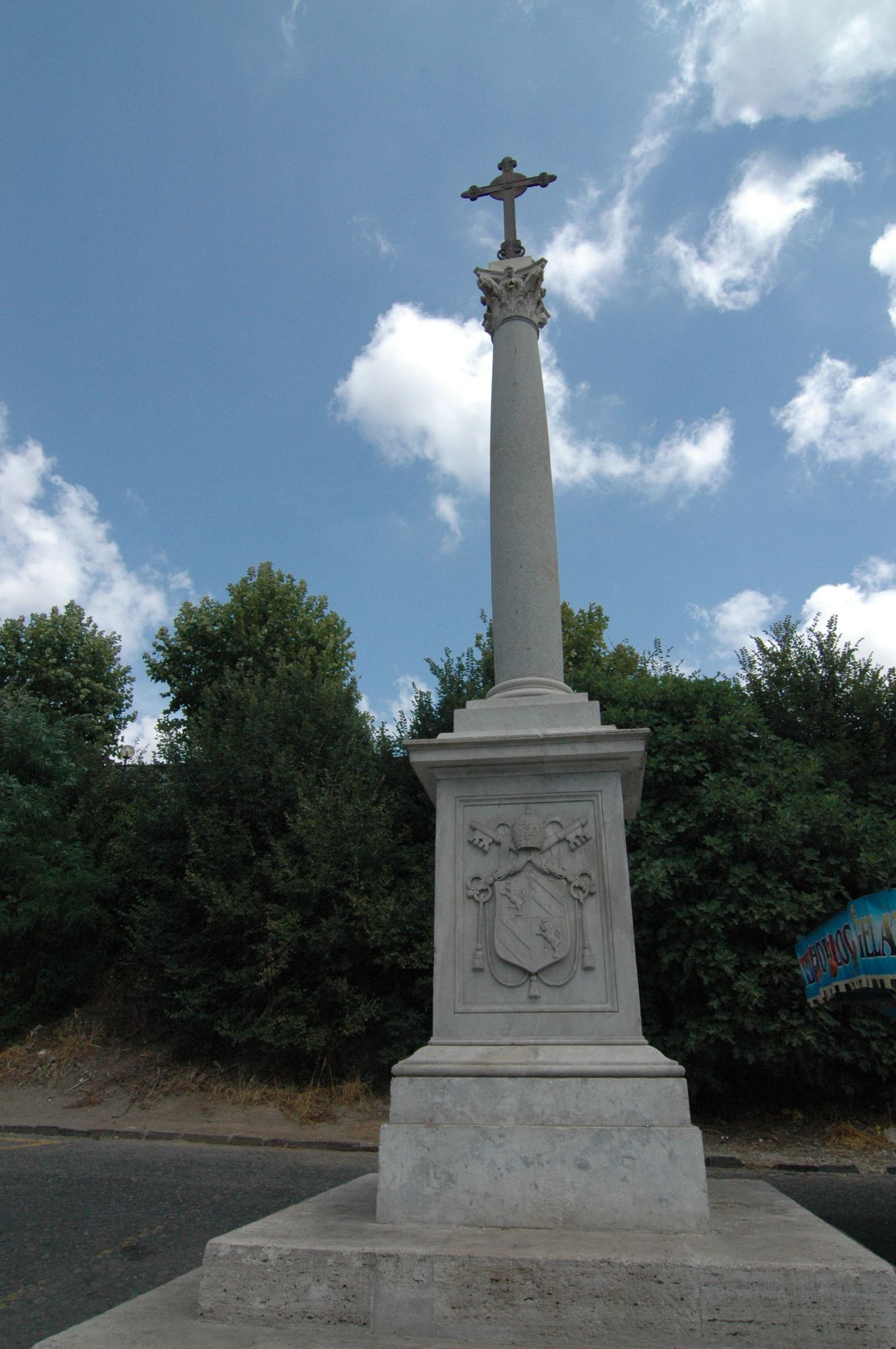
Колона Пія IX
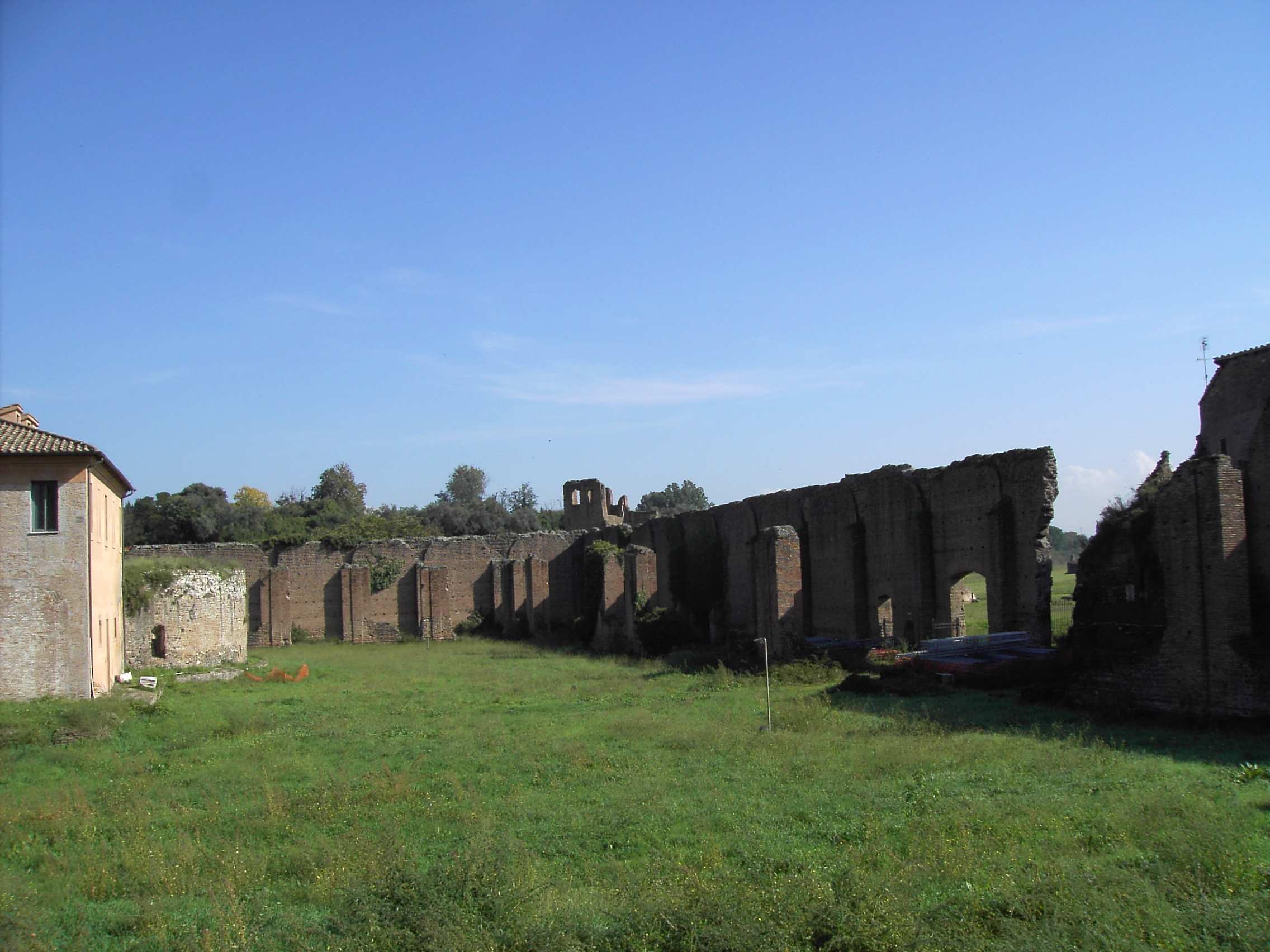
Гробниця Ромула і Цирк Макценція
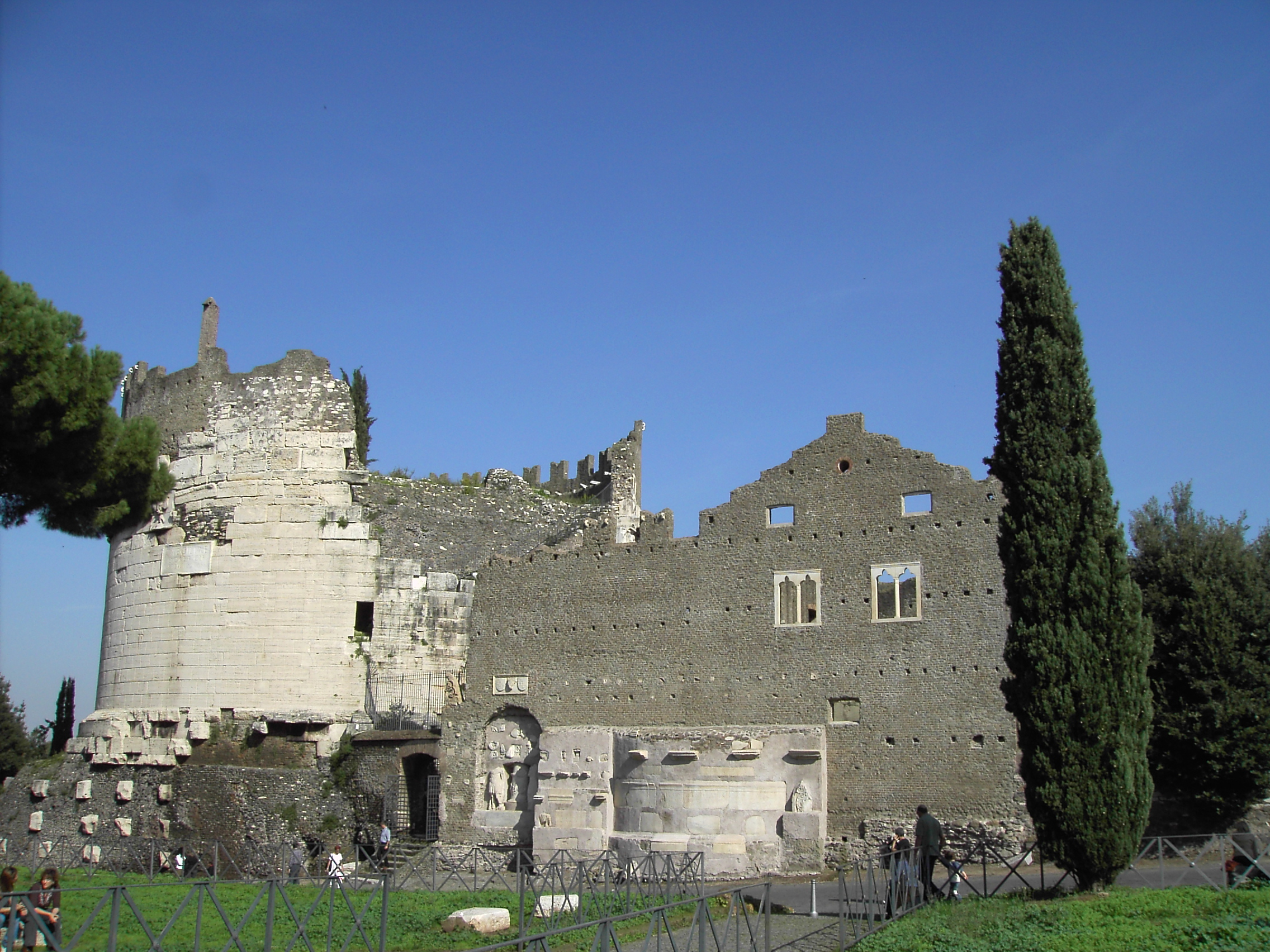
Гробниця Цецилії Метелли і фортеця Каетані
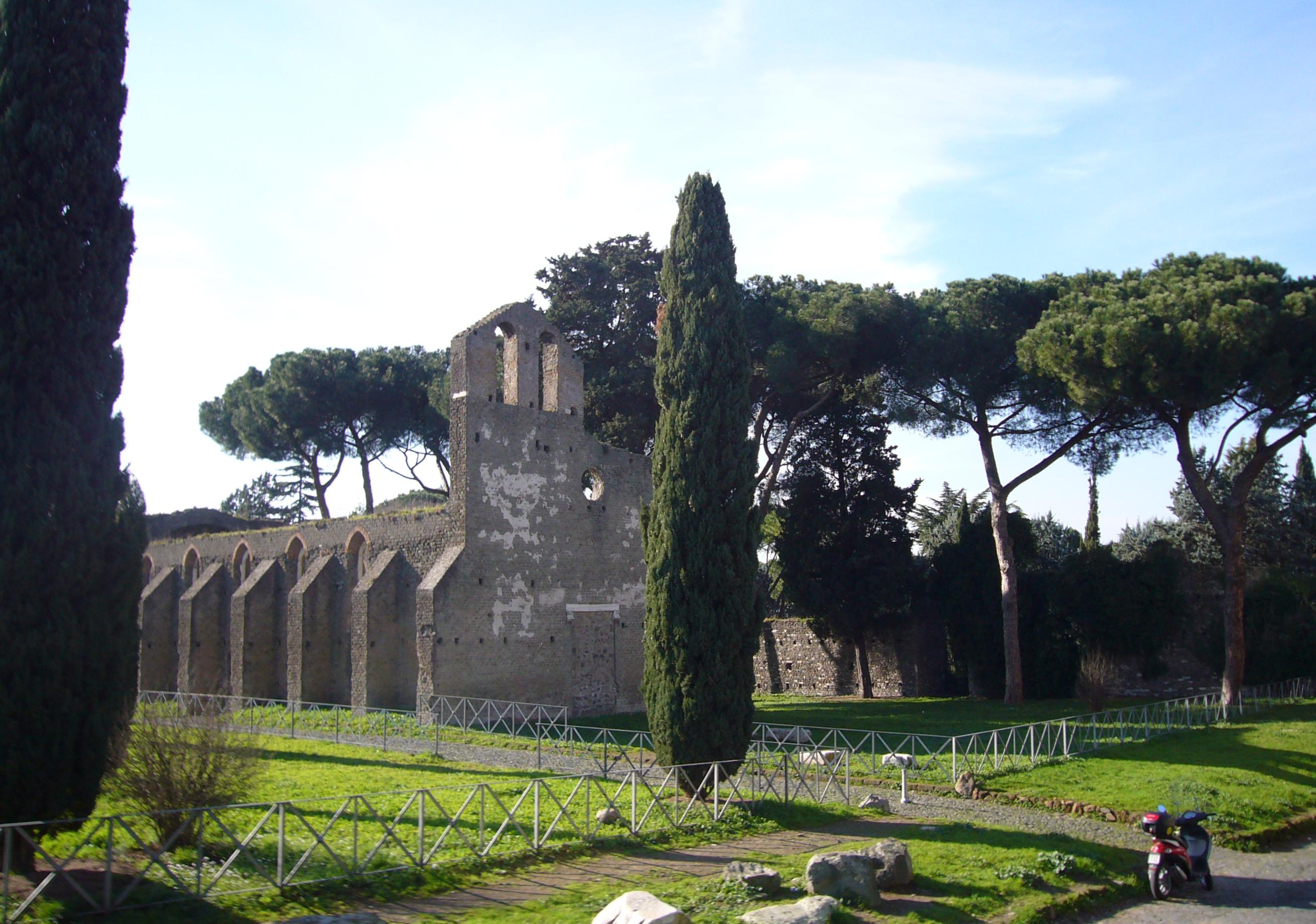
Сант-Нікола-а-Капо-ді-Бове

- На території вілли Казалі (італ. Villa Casali) XVII століття розташоване підземне язичницьке поховання гіпогей Вібії, що включає в себе 8 окремих гіпогеїв на декількох рівнях. Катакомби з чудовими розписами датовані III та початком V століття. Найвідоміший гіпогей, що дав ім'я катакомбам, належить Вікентію (лат. Vicentius), священику культу фракійського бога Сабатія, та його дружині Вібії (лат. Vibia). Гіпогей прикрашений розписами з IV століття, що зображають кражу Прозерпіни Плутоном, Юпітера Сабатія, Гермеса Психопомпа (Провідника душ);
- Гробниця вільновідпущеників роду Волусія (лат. Volusia);
- Катакомби святого Калліста — одні з найбільших християнських катакомб Рима, що використовувалися для поховань впродовж II—IV століть;
- Катакомби Вінья Ранданіні (італ. Vigna Randanini) — юдейські катакомби, поховання мешканців юдейської спільноти Рима, що жили перш за все в районі Трастевере та біля Капенських воріт[16];
- Гробниця Волумнія (лат. Volumnius);
- Колона Пія IX, присвячена папі, що доручив проведення реставраційних робіт на Аппієвій дорозі в 1852 році. Роботами керував архітектор Луїджі Каніна (італ. Luigi Canina), який розглядав дорогу та прилеглі території як свого роду археологічний парк[15];
- Катакомби святого Себастьяна — ця ділянка дороги через поглиблення на дорозі називалася ad catacumbas, що пізніше дало назву всім підземним похованням. З XI століття катакомби почали називатися ім'ям святого Себастьяна, оскільки розташовані під базилікою Св. Себастьяна (на честь ранньохристиянського мученика святого Себастьяна; з самого початку — базиліка Апостолів — Memoria Apostolorum). Базиліка набула сучасного вигляду після реставраційних робіт, проведених при кардиналі Шипіоне Боргезе на початку XVII століття;
- Гробниця Ромула (лат. Romulus), сина імператора Максенція, яка була частиною монументального комплексу імператорського палацу і цирку[15]. Імператор побудував гробницю для себе та своєї родини на початку IV століття, однак в ній був похований, можливо, тільки його син Ромул, який помер в 309 році у віці семи років;
- За гробницею Ромула на Віа Аппія Піньятеллі знаходиться цирк Максенція, побудований в 309 році;
- Гробниця Цецилії Метелли (лат. Caecilia Metella) — монументальний мавзолей Цецилії Метелли, доньки консула Квінта Целія Метелли Кретіка, близько 50 року до н. е. Гробниця в XI столітті використовувалася в захисних цілях графами Тускулумськими і в 1299 році римською дворянською родиною Каетані перетворена на башту фортеці;
- Невелика готична церква Сант-Нікола-а-Капо-ді-Бове (італ. Sant Nicola a Capo di Bove).

#### III миля
- Руїни фортеці родини Каетані (лат. castrum Caetani);
- Башта Капо ді Бове (італ. Torre Capo di Bove) — руїни бетонної гробниці, що за формою нагадують башту. Мармурова дошка на монументі нагадує про тригонометричні вимірювання астронома отця Анджело Секкі (італ. Angelo Secchi) в 1855 році, які в 1871 році слугували для перевірки геодезичної мережі в Італії;
- Героїчний рельєф — поховальна стела з мармуровим рельєфом, оригінал якого зберігається в Національному римському музеї, була частиною монумента республіканського періоду, що не зберігся. На рельєфі зображена оголена молода людина в героїчній позі в накидці на плечах і зі зброєю епохи еллінізма біля ніг;
- Гробниця Марка Сервілія (лат. Marcus Servilius) з рельєфними фрагментами в мурі. Монумент став першим пам'ятником на Аппієвій дорозі, відновленим в 1808 році[15], при цьому Антоніо Канова намагався «законсервувати» рельєфи на місці їх знаходження, а не переносити з гробниці в музеї.

#### IV миля

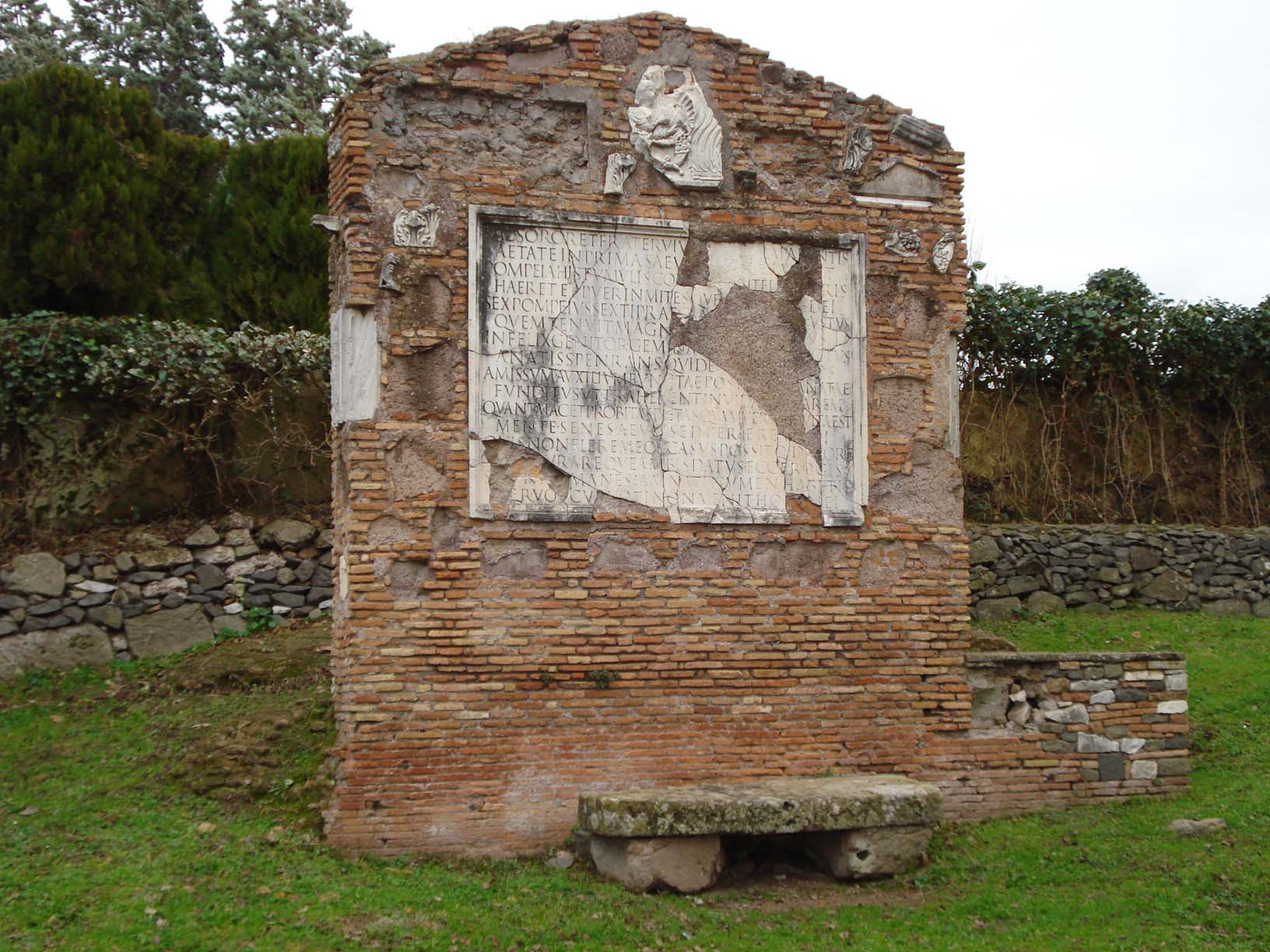
Гробниця синів Секста Помпея
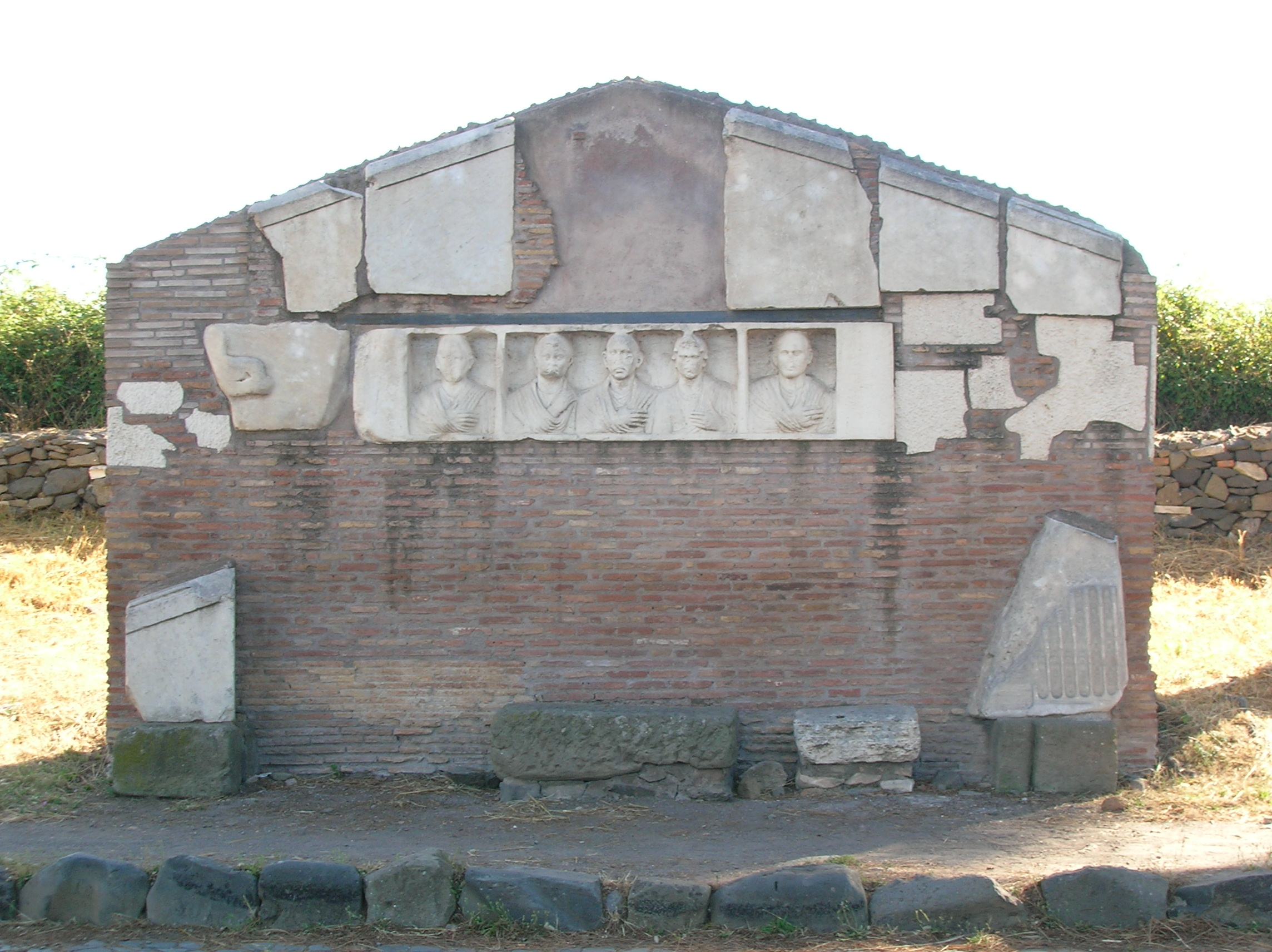
Гробниця Іларія Фуска
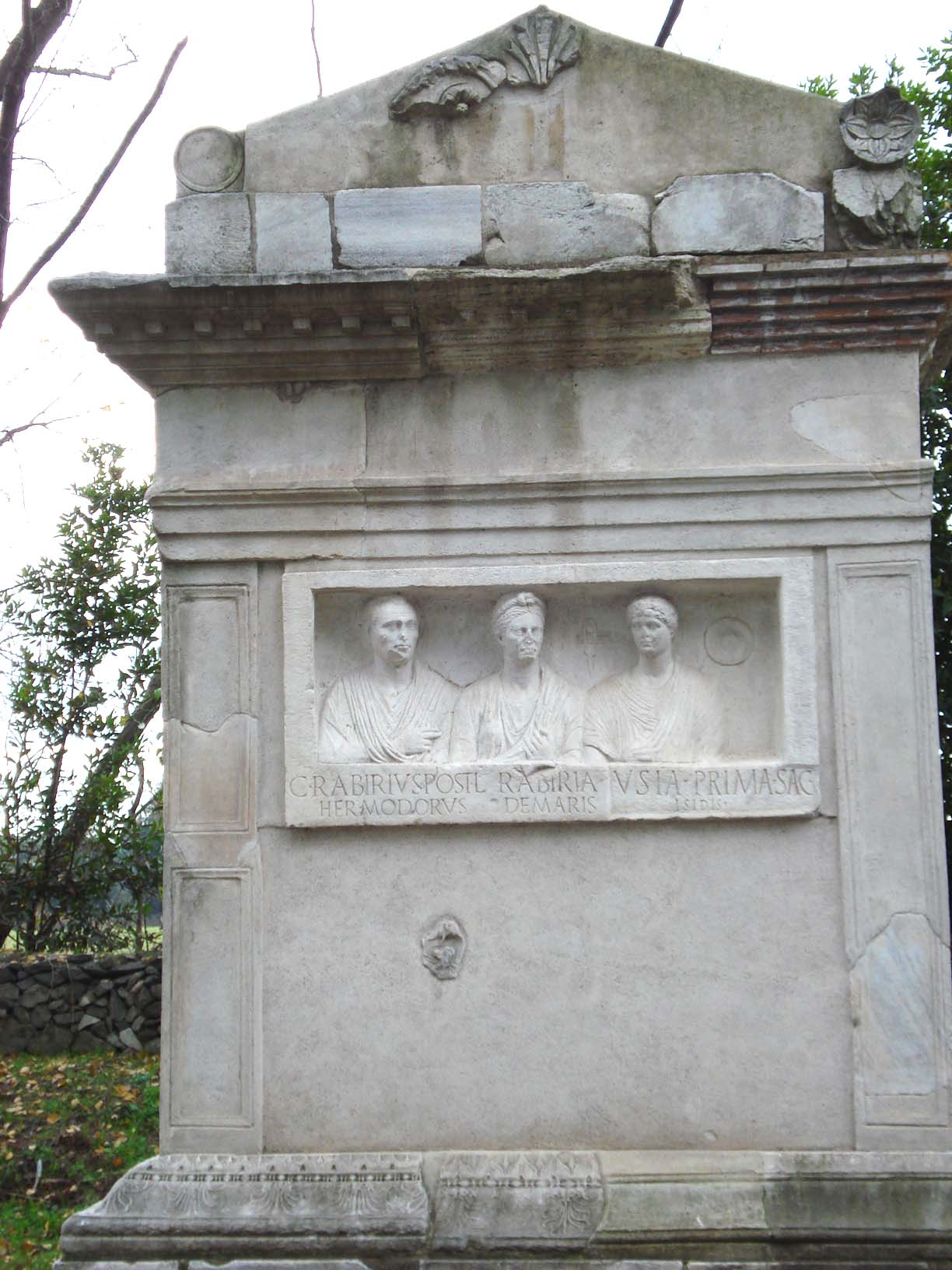
Гробниця Рабіріїв

- «Гробниця Сенеки» у вигляді стовпа простої цегляної кладки, повністю позбавленого декоративних фрагментів. Монумент, відомий як гробниця Сенеки, на пам'ять про філософа і вихователя Нерона, володаря вілли на IV милі Аппієвої дороги[16];
- Чотирикутна основа круглого мавзолею часів ранньої республіки з фрагментами фризу в стіні; у поховальній камері знаходяться два саркофаги;
- Гробниця синів Секста Помпея (лат. Sextus Pompeus Iustus), прикрашена віршами — цегляна будівля з трикутним тімпаном, побудованим Антоніо Кановой. Тімпан прикрашений віршем, написаним гекзаметром, у якому Секст Помпей згадує про передчасну смерть своїх дітей. У стіни гробниці були інкрустовані численні декоративні фрагменти. Зберігся лише один фрагмент саркофагу, що зображає подружню пару;
- Гробниця святого Урбана, єпископа Рима, спадкоємця святого Калліста. Монумент, побудований із цегли на високому постаменті, датується IV століттям. У Середньовіччі над основою гробниці розташовувалася башта Борджиані. В кінці XIX століття поруч із гробницею були знайдені руїни вілли Марменії (лат. villa Marmenia) — римської жінки, що прийняла християнство. Фрагменти вілли датуються республіканським періодом, частково IV—V століттями[19];
- Гробниця «з доричним фризом» із туфу у вигляді вівтаря, прикрашена фризом із зображеннями шолому, ваз і розеток. Гробниця, датована республіканським періодом, була перебудована Каніною і нещодавно була відновлена управлінням з археології Рима;
- Гробниця Іларія Фуска (лат. Hilarius Fuscus) — трикутний фронтон, побудований Каніной, — відтиск поховальної стели, яка зберігається в Національному римському музеї. На фронтоні зображені п'ять портретів: у центральній ніші — зображення подружньої пари, можливо, з їх донькою; дві чоловічі фігури представлені в двох бокових нішах. Завдяки зображенню прикрас для волосся вдалося встановити дату будівництва гробниці — близько 30 року до н. е.[15];
- Цегляний колумбарій прямокутної форми датується серединою II століття, ніші для урн розташовані на різних рівнях;
- Цегляний колумбарій — ще один колумбарій прямокутної форми;
- Гробниця вільновідпущеників Клавдія — поховання родини звільнених при імператорові Клавдії: голови родини Клавдія Секундіна (лат. Claudius Secundinus), переписувача, гінця і його дружини Флавії Ірини (лат. Flavia Irene), та їхніх двох дітей;
- Гробниця, що нагадує формою храм, виконана з цегли і багато прикрашена рельєфними фризами;
- Гробниця Рабіріїв (лат. Rabirii) — гробниця, що нагадує формою вівтар, перебудована Каніной, який зібрав мармурові фрагменти, знайдені поблизу поховання. На рельєфі змальовані Гай Рабірій Гермодор (лат. C. Rabirius Hermodorus), його дружина Rabiria Demaris, можливо, вільновідпущені Рабірія Постума (лат. C. Rabirius Postumus), торговця і банкіра.

#### V миля

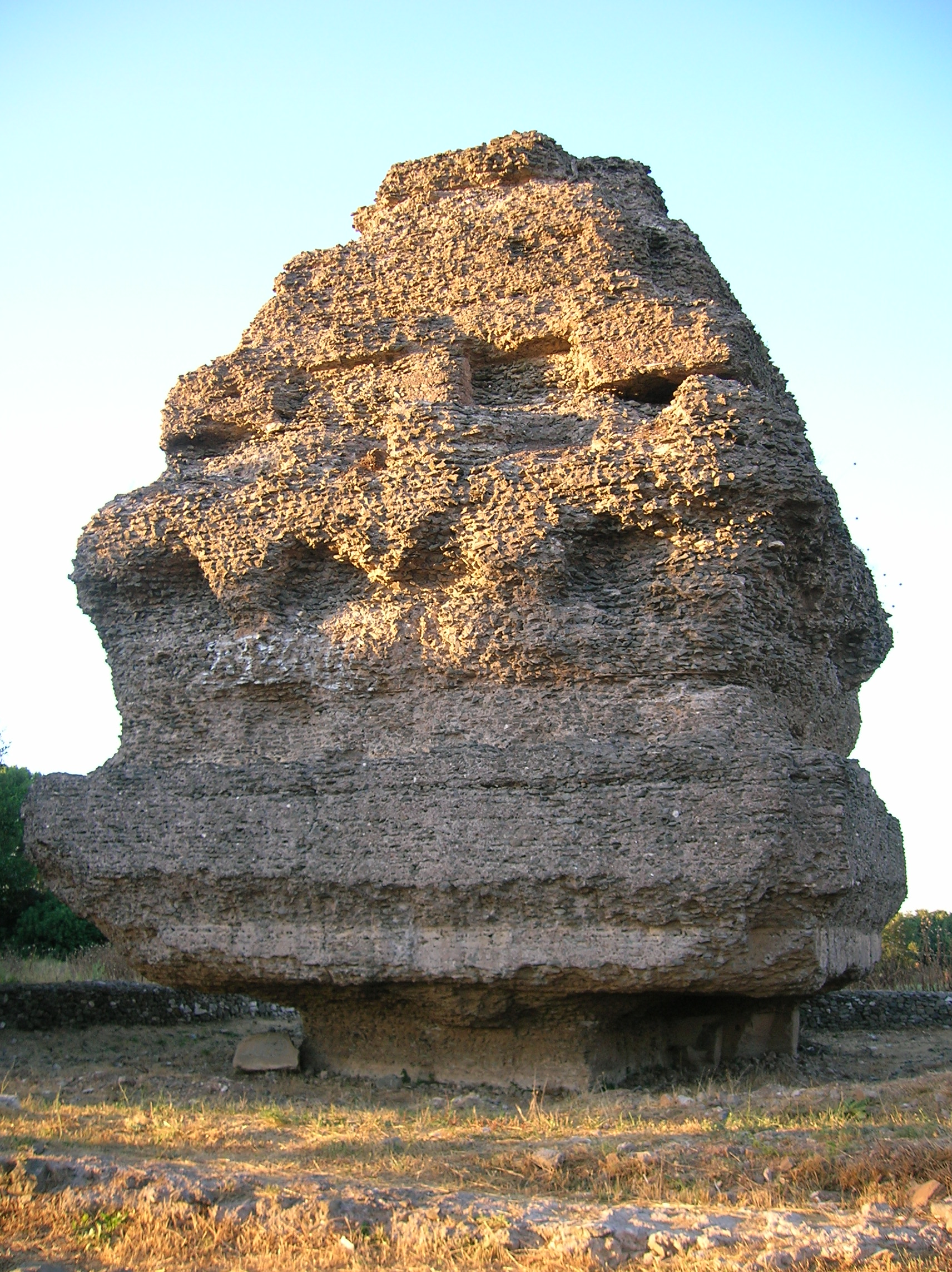
Гробниця у вигляді піраміди
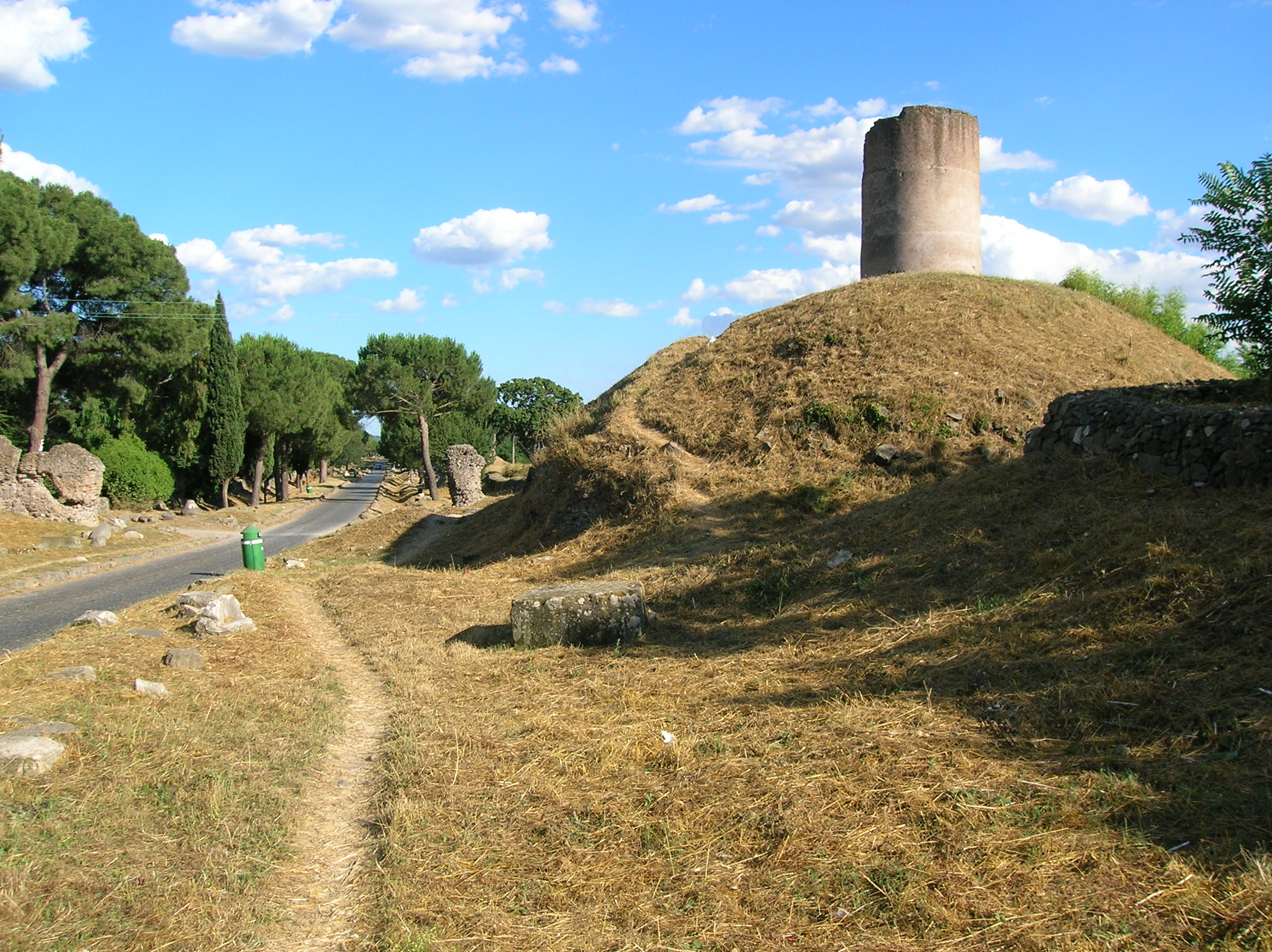
Гробниця Куріаціїв
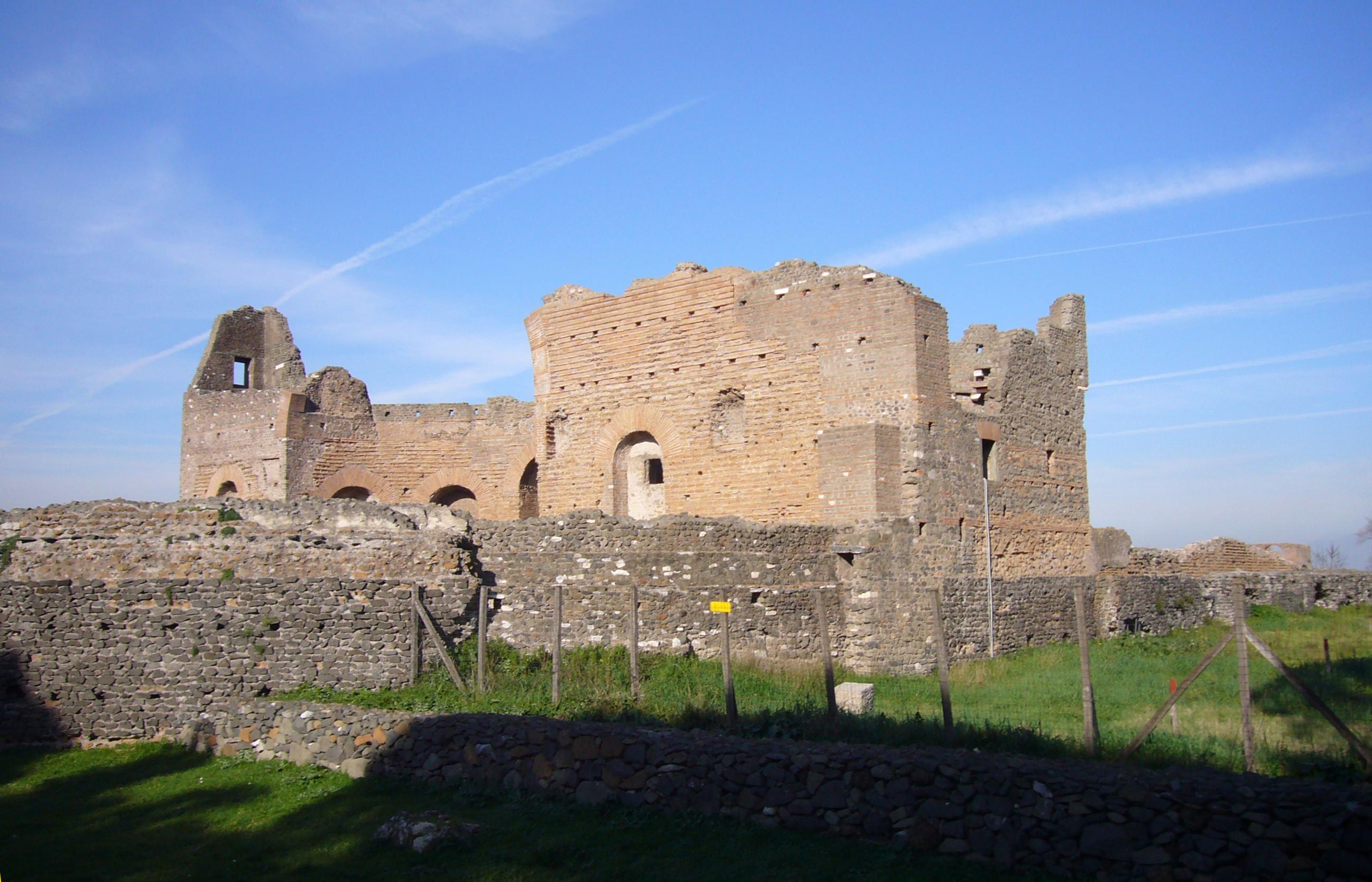
Вілла Квінтіліїв
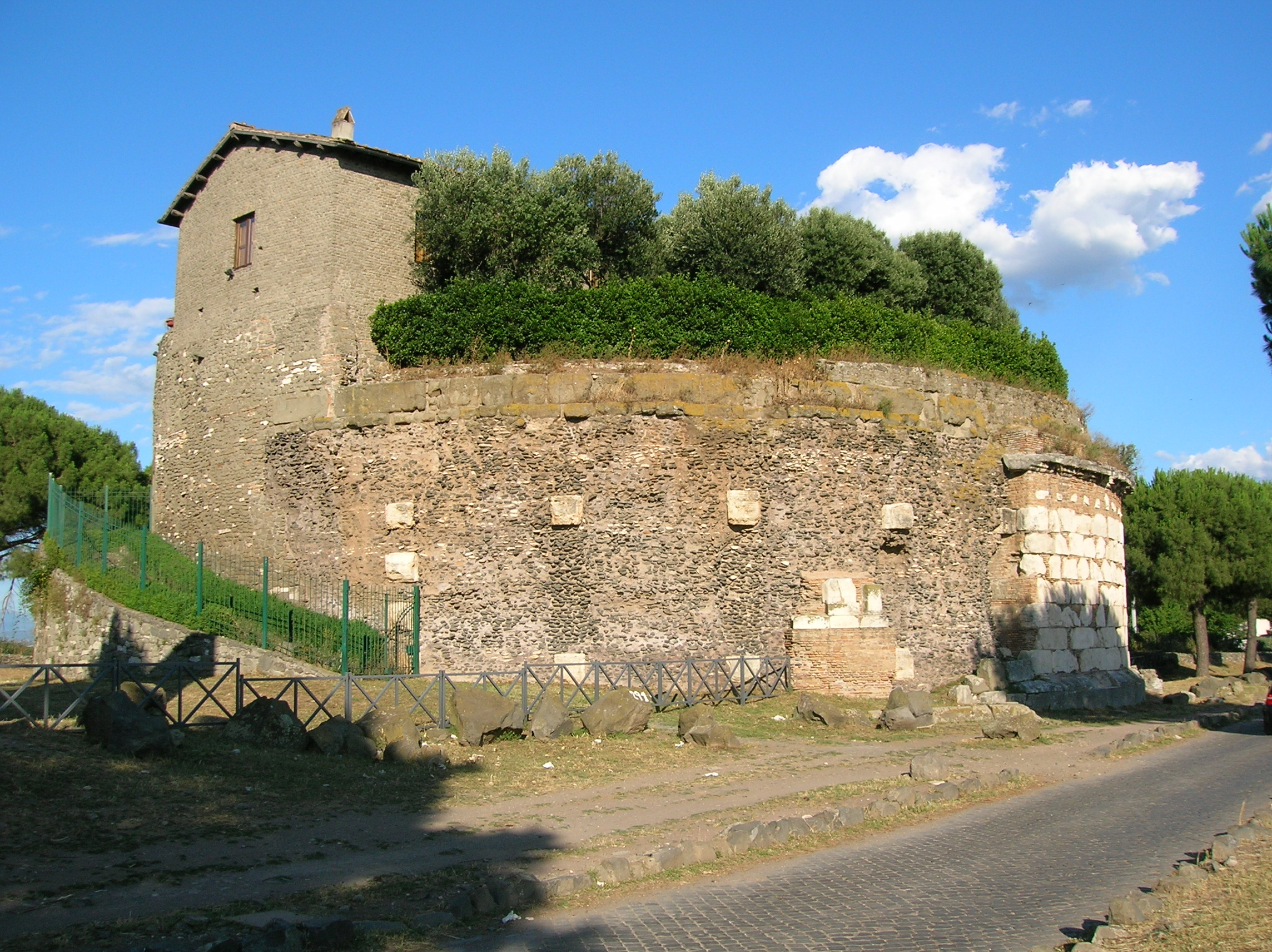
Casal Rotondo

- Гробниця — тумулус Куріаціїв (лат. Curiacii);
- Гробниця — піраміда;
- 2 тумулуса — гробниці Гораціїв (лат. Horatii);

- Вілла Квінтіліїв (лат. Villa Quintilii) — руїни, що в народі мають назву «Старий Рим» (італ. Roma vecchia)[16]. Брати Максим і Кондін (лат. Maximus, Condinus) Квінтілії зазнали гонінь за імператора Коммода та були вбиті. Їх вілла була конфіскована і до IV століття постійно розширювалася і перебудовувалася. До Аппієвої дороги виходять німфеум вілли (німфеум — храм, у формі грота з фонтаном, присвячений німфам), іподром і резервуар для води. Німфеум у V столітті був перебудований у фортифікаційну споруду. Статуї з вілли Квінтіліїв зберігаються в музеях Ватикану;
- Руїни гробниці Супсифаніїв (італ. Supsifanii). Написи свідчать про те, що гробниця була побудована за 27 тисяч сестерцієв;
- Гробниця Септімії Галли (лат. Septimia Galla);
- Камінь Публія Сергія Деметрія (лат. Publius Sergius Demtrius)— винороба з Велабро;
- Casal Rotondo — гробниця циліндричної форми часів Республіки. Пізніше була розширена та відреставрована. Сьогодні на її фундаменті розташований селянський будинок із садом та оливковими деревами.

#### VI миля
На цьому відрізку дороги безліч окремих фрагментів лежать у траві.
- Базальтова башта (італ. Torre Selce) — поховання у вигляді піраміди, побудована в XII столітті з базальтових уламків;
- Червона башта (італ. Torra Rossa) з червоного туфу;
- Надгробок Марка Помпея (лат. Marcus Pompeius);
- Доричні колони, колони Геркулеса — можливо, руїни храму Геркулеса імператора Доміциана;
- Гробниця Квінта Кассія (лат. Quintus Cassius), торговця мармуром;
- Цегляна гробниця Квінта Вераннія (лат. Quintus Verannius), легата Нерона в Британії;
- Torraccio di Palombaro — схожа на башту будівля з чотирма абсидами, яка в X столітті була перебудована в церкву Санта-Марія-Мадре-ді-Діо, і тому добре збереглася.

### Від VI милі до Бриндізі
На відстані 16,5 км від Капенських воріт, у кінці дев'ятої милі, розташовувалася перша поштова станція, на якій міняли коней лат. Mutatio ad nonum. За 300 метрів від цього місця закінчується територія міста Рима. За залізничним переїздом Рим-Террачіна стара Аппієва дорога з'єднується з новою біля містечка Фраттокк'є (італ. Frattocchie).
У сучасній Террачіні знаходяться руїни храму Юпітера Анксура (лат. Jupiter Anxur), датованого I століттям до н. е. Саме тут імператор Траян наказав знести частину скелі, щоб зменшити час на дорогу. У Формії розташована гробниця Цицерона.

## Сучасний стан

### Археологічний парк
Ідея великого археологічного парку в районі між колоною Траяна і Castelli Romani виникла в часи Наполеонівських війн. Відновлювальні роботи на дорозі розпочав Пій VII у кінці XVIII століття, а закінчив папа Пій IX в 1852 році, в них брали участь видатні археологи, науковці, інженери, художники. Наприклад, поховання на IV-ій милі були перебудовані Антоніо Кановою, а від IV милі до містечка Фраттокк'є — Луїджі Каніною (лат. Luigi Canina). 1931 року via Appia Antica була включена в міський план як «великий парк».
Після Другої світової війни виникають плани із забудови дороги житловими будинками, а також проект розкішного житлового району на місці вілли Квінтіліїв.
Римська кільцева автодорога (італ. Grande Raccordo Anulare) перетинає стару Аппієву дорогу на сьомій милі, нанесену при цьому шкоду було усунено лише нещодавно.
1955 року папа Пій XII освятив перший камінь олімпійського стадіону, який повинен був бути побудований над катакомбами Св. Калліста, але проект призупинили через негативну суспільну реакцію.
Поряд із великими проектами на дорозі постійно йшла реалізація приватних несанкціонованих проектів, будувалися будинки, відбувалося захоплення землі і будівель для ведення неконтрольованої підприємницької діяльності.
Невелика група архітекторів, будівників і журналістів виступила проти діяльності влади із забудови Аппієвої дороги. В кінці 1960 року держава обмежила паркову зону на декілька метрів у кожен бік від дороги. У 1979 році мер Арган розглянув пропозицію створити обширний археологічний парк у центрі Рима, і лише в 1988 році було схвалено заснування регіонального парку via Appia Antica.

### Музеї вздовж дороги
- Музей в воротах св. Себастьяна, via di Porta San Sebastiano;
- Катакомби святого Калліста, Via Appia Antica, 110;
- Базиліка святого Себастьяна і катакомби, via Appia Antica, 136;
- Цирк Максенція, мавзолей Ромула, Via Appia Antica, 153;
- Гробниця Цецилії Метелли і фортеця Каетані, via Appia Antica, 161;
- Вілла Квінтілієв і акведук, via Appia Nuova, 1092;
- Гіпогей Вібії, via Appia Antica, 103;
- Юдейські катакомби Вінья Ранданіні, Via Appia Pignatelli, 4;

### Рух Аппієвою дорогою
Вся територія регіонального парку «Аппієва дорога» закрита для руху вихідними днями і святами з березня 1997 року. Сьогодні Аппієва дорога — це державна дорога — італ. Strada Statale 7 Via Appia, частково асфальтована, проте збереглися великі ділянки дороги з античним покриттям, місцями з глибокими коліями, вибитими колесами возів і колісниць.

### Спортивне значення
У XX-му та XXI-му столітті Аппієва дорога стала популярним місцем проведення різноманітних спортивних змагань. Під час Олімпійських Ігор в Римі 1960-го року тут проходили змагання легкоатлетів марафонців.

## У культурі
У живописі

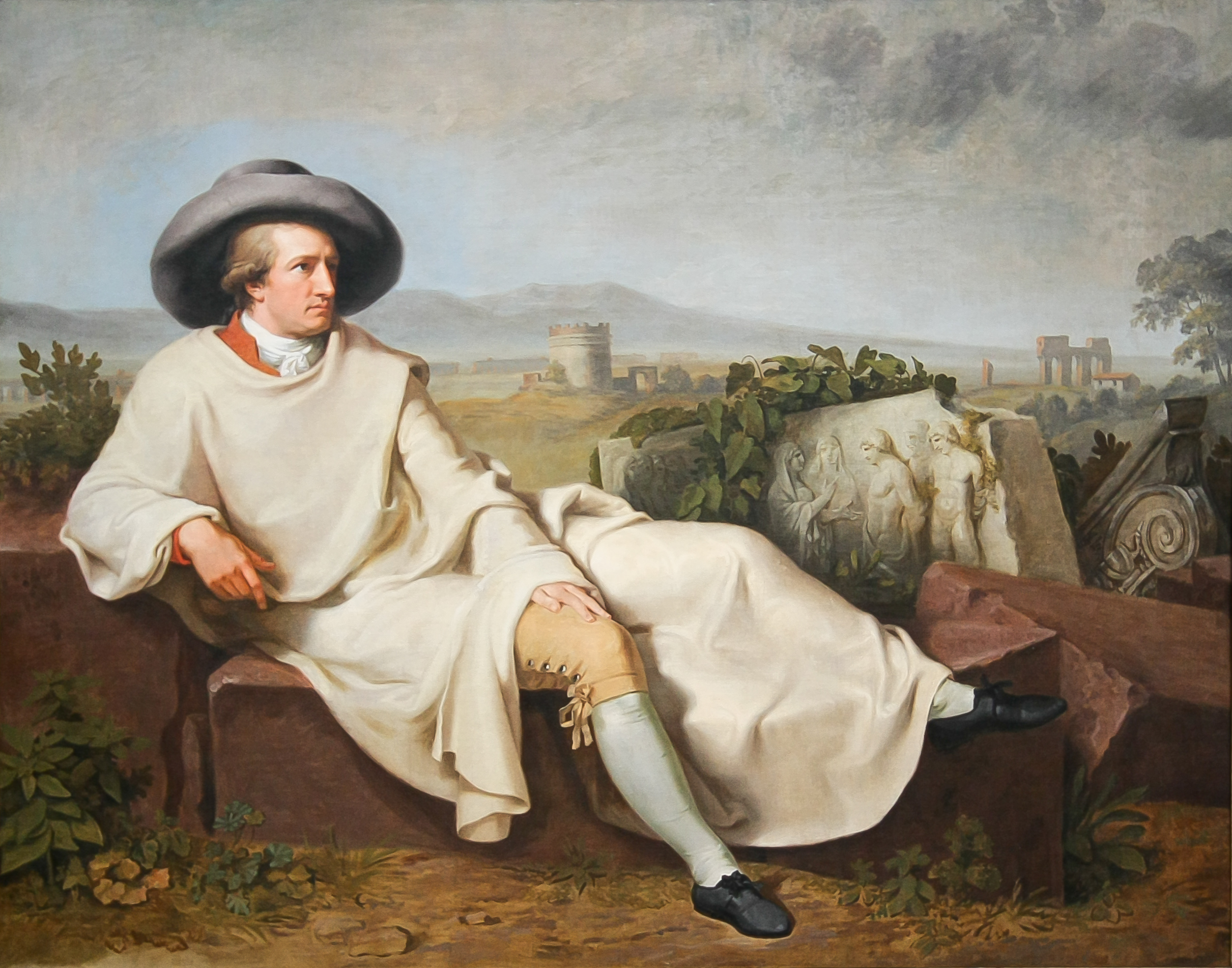
Портрет Гете роботи Тішбейна, 1787 рік

- Гравюри «Аппієва дорога» з твору Піранезі «Римські старовини» (1753 рік).
- «Гете в Кампанії» — відома картина німецького художника Йоганна Генріха Вільгельма Тішбейна, на задньому плані якої зображені гори Альбано, руїни акведуків і гробниця Цецилії Метелли. Тішбейн писав в одному з листів, що він зобразив письменника, як людину, що сидить на руїнах і роздумує про долі людських творінь[23].
- «Аппієва дорога при заході сонця» — картина Олександра Іванова, 1845 рік, Третьяковська галерея[24].
- Американський художник Джон Лінтон Чепмен (англ. John Linton Chapman) (1839—1905) малював краєвиди руїн на Аппієвій дорозі в 1869 році (всього 10 картин, присвячених дорозі)[25].

У літературі
- Горацій у «Сатирах» описує свою мандрівку з Рима в Брундізій Аппієвою дорогою.
- Байрон «Чайльд-Гарольд», вірш IV присвячений Риму та його визначним місцям, наприклад, герой Байрона роздумує біля мавзолею Цецилії Метелли, ким могла бути ця римлянка.
- У «Мандрівці в Італію» (нім. Italienische Reise) Гете описує відвідування зруйнованих гробниць Аппієвої дороги, в тому числі гробниці Цецилії Метелли. Письменник відзначив, що «побачивши її лише і починаєш розуміти, що означає міцна кам'яна кладка. Ці люди працювали для вічності, все було ними враховано, окрім безрозсудного, дикого варвара, від якого немає спасіння»[26].
- Чарльз Діккенс в «Картинах Італії» (англ. Pictures from Italy) описав мандрівку Аппієвою дорогою.

|  | Після того, як залишив я стіни великого Рима, З ритором Геліодором, найрозумнішим з греків, В бідному готелі незабаром Аріция нас прихистила; Далі був — Аппієв форум, весь корабельників повний І шахраїв корчмарів. — Ми свій переїзд розділили На два; але хто не ледачий і квапиться, той і в день проїжджає. Ми не поспішали; дорогою ж Аппія їхати спокійніше. Горацій |

|  | Ми вибралися на Аппієву дорогу і довго їхали мимо гробниць, що обрушилися, і зруйнованих стін, лише подекуди зустрічаючи покинутий, незаселений будинок; мимо цирку Ромула, де відмінно зберігся іподром для колісниць, місця суддів, учасників змагань і глядачів; мимо гробниці Цецилії Метелли; мимо огорож всякого роду, стін і стовпів, парканів, поки не виїхали на відкриту рівнину Кампаньї, де з цього боку від Риму немає нічого, крім руїн. Не враховуючи далеких Апеннін, що встають за обрієм ліворуч, увесь обширний простір перед вами — суцільні руїни. Зруйновані акведуки, від яких лишилися лише найживописніші ряди арок; зруйновані храми; зруйновані гробниці. Ціла пустеля руїн, невимовно смутна і похмура, де кожен камінь зберігає сліди історії. Чарльз Діккенс. «Картини Італії» |